# 王聪儿
王聰兒（1777年—1798年），又稱齐王氏，俗称齐二寡妇，湖北襄陽人，清朝中期白蓮教教首齊林之妻:3，川楚白莲教起义湖北襄阳黄号起义军统帅。

## 事迹
当代研究者指出，关于王聪儿生平的论著多据魏源的《圣武记》。

### 河南起事
江湖賣藝女子，能兵器武藝，居于黄龙珰。夫齊林於嘉庆元年（1796年）元宵節起事失敗遭捕斬，王聰兒與夫徒弟姚之富號召五萬白蓮教眾起事。為夫復仇，於辰年辰月辰日（1796年三月十五日）起事於湖北省，用萬利紀年。攻進河南。

### 转战四省
嘉庆二年（1797年）進四川會川教徒。官兵於川督明亮帶領，於川北包圍王聰兒。王聰兒領二萬教眾出川攻陝西西安，戰敗，折回湖北。

### 戰敗自盡
嘉庆三年（1798年）春，賽沖阿在洋县金水铺打败高均德。王聪儿、姚之富与高均德合扰安康。清军抵达判官岭，王、姚隐深林，遣数百人诱战，赛冲阿鼓勇先入打败。王、姚败走山阳。賽沖阿截击於坝店，并与明亮、德楞泰三路逼近。清军逐在湖北郧西三岔河，打败王聪儿、姚之富。两人跳崖自尽。三月丁丑，德楞泰上奏此事。清廷给予明亮副都统衔。戰事至1804年歷時9年才結束。